# Jerry Stovall
Jerry Lane Stovall (West Monroe, 30 aprile 1941) è un ex giocatore di football americano statunitense che ha giocato nel ruolo di defensive back per i St. Louis Cardinals della National Football League (NFL). Al college giocò a football all'Università della Louisiana.

## Carriera
Stovall fu scelto come secondo assoluto nel Draft NFL 1963 dai St. Louis Cardinals che lo spostarono dal ruolo di running back a quello di defensive back. Si impose come una delle stelle della squadra, venendo convocato per tre Pro Bowl consecutivi dal 1966 al 1968. Disputò coi Cardinals tutte le nove stagioni della carriera, collezionando 97 presenze e mettendo a segno 18 intercetti.

## Palmarès
- Convocazioni al Pro Bowl: 3

1966, 1967, 1969
- College Football Hall of Fame

## Statistiche
| Partite totali | 97 |
| Intercetti     | 18 |